# Museo de Paleontología (Universidad Nacional Mayor de San Marcos)
El Museo de Paleontología de la Universidad Nacional Mayor de San Marcos es la institución encargada de preservar y exhibir acervo de la Facultad de Ingeniería Geológica, Minera, Metalúrgica y Geográfica de la Universidad Nacional Mayor de San Marcos. Está compuesto por los gabinetes de paleontología, petrología y mineralogía.